# 薩頓高地
69°45′S 71°30′W / 69.750°S 71.500°W
薩頓高地（英語：Sutton Heights）是南極洲的高地，位於亞歷山大一世島北部，處於拉蘇斯山脈和德彪西高地之間，海拔高度約800米，根據美國探險隊的空中照片被繪入地圖。